# Tyrone Edgar
Tyrone Edgar, född den 29 mars 1982 i Greenwich, är en brittisk friidrottare som tävlar i kortdistanslöpning.
Edgar deltog vid inomhus-VM 2004 på 60 meter där han blev utslagen i semifinalen. Vid såväl EM 2006 som VM 2009 blev han utslagen i kvartsfinalen på 100 meter. Han deltog vid Olympiska sommarspelen 2008 där han tog sig till semifinalen men väl där blev han utslagen.
Vid VM 2009 deltog han tillsammans med Simeon Williamson, Marlon Devonish och Harry Aikines-Aryeetey i stafettlaget på 4 x 100 meter. Laget slutade trea på tiden 38,02 slagna av Jamaica och Trinidad och Tobago.

## Personliga rekord
- 60 meter - 6,60 från 2004
- 100 meter - 10,06 från 2008